# Andrzej Kania
Andrzej Kania (ur. 4 maja 1963 w Przasnyszu) – polski polityk, samorządowiec i przedsiębiorca, poseł na Sejm VI i VII kadencji.

## Życiorys
W 1988 ukończył studia na Wydziale Technologii Żywności Akademii Rolniczo-Technicznej w Olsztynie. Odbył studia podyplomowe na Wydziale Zarządzania Uniwersytetu Warszawskiego (ukończone w 2005), a także w Szkole Głównej Handlowej (w 2005 ukończył tam zarządzanie wartością firmy, a w 2007 zarządzanie przedsiębiorstwem na jednolitym rynku europejskim). Pracował początkowo w terenowej stacji sanitarno-epidemiologicznej i jako nauczyciel. Od 1991 prowadził własną działalność gospodarczą.
W wyborach samorządowych w 1998 bezskutecznie ubiegał się o mandat radnego Ostrołęki z listy Unii Wolności (jako kandydat Unii Polityki Realnej). W latach 2002–2007 zasiadał w radzie miasta, pełniąc w niej m.in. funkcję wiceprzewodniczącego. W 2006 bez powodzenia ubiegał się o stanowisko prezydenta miasta.
W wyborach parlamentarnych w 2007 uzyskał mandat poselski z listy Platformy Obywatelskiej (do której wstąpił w 2001), otrzymując w okręgu siedlecko-ostrołęckim 10 554 głosy. W wyborach w 2011 z powodzeniem ubiegał się o reelekcję, dostał 5212 głosów. 11 września 2015 przeszedł z PO do Polski Razem i klubu parlamentarnego Zjednoczona Prawica, rezygnując z ubiegania się o reelekcję w wyborach parlamentarnych. 4 listopada 2017 jego partia przekształciła się w Porozumienie. W grudniu tego samego roku został jej wiceprezesem w okręgu siedlecko-ostrołęckim.